# Ricardo Bowen Cavagnaro
Héctor Ricardo Bowen Cavagnaro (Manta, 22 de septiembre de 1937-Manta, 18 de mayo de 2017) fue un político, empresario y periodista ecuatoriano, conocido por ser el primer Prefecto de Manabí, cargo que fue creado por la Constitución Política del Ecuador de 1967.

## Biografía
Nació el 22 de septiembre de 1937 en el puerto de Manta; fueron sus padres el Sr. Emilio Bowen Roggiero y Adriana Cavagnaro Castro. Ricardo se crio en el seno de una familia acomodada, quienes fueron grandes allegados al expresidente del Ecuador José María Velasco Ibarra.  Dicho nexo de su familia, lo llevó inevitablemente a estar ligado a la política, siendo su padre varias veces senador del Velasquismo.
Sin embargo, Bowen se hace conocido particularmente en su ciudad natal, cuando participó como periodista de Radio Manta la cual fue fundada por su padre en la década de 1940.  Al fallecer su padre, Ricardo heredó dicha Radio ampliándola como uno de los principales medios de comunicación de su provincia.

## Trayectoria Pública
Su carrera en el servicio público inicia cuando a sus 23 años de edad es designado Interventor de la Contraloría General del Estado en Manabí, cargo que desempeñó hasta 1960; al frente de dicha entidad gestionó el edificio de la Contraloría General de Estado, que aún se encuentra en Portoviejo.
En 1963, Ricardo Bowen es electo legislador por la Federación Nacional Velasquista, movimiento político que auspiciara al cinco veces presidente del Ecuador.  Con una amplia mayoría de legisladores velasquistas el diputado Bowen consiguió asignaciones para la construcción de la primera fase del puerto de Manta, que ya se perfilaba como uno de los principales puertos de Ecuador.  
Resulta elegido diputado en ese mismo año, pero no pudo asumir este puesto debido a que la Junta Militar se alzó con el poder y disolvió el parlamento, por tanto se lanzó a Consejero provincial en 1967.  La Constitución Política del Ecuador vigente para aquella época disponía de que el H. Consejo Provincial de Manabí debía ser presidido por un Prefecto Provincial, y Ricardo Bowen se convierte en el primer Prefecto de Manabí al ser electo por mayoría de los Consejeros Provinciales.
Como Prefecto de Manabí impulsó obras a favor de la educación, creando varias escuelas como la Unidad Educativa Emilio Bowen Roggiero en su natal Manta, y varias más a lo largo de su provincia.  También destaca el apoyo del Consejo Provincial para que en 1962 se crease el Centro de Rehabilitación de Manabí.
Vuelve a ser electo diputado a la Cámara Nacional de representantes por su provincia en las elecciones legislativas de 1979, siendo el único diputado electo por la Federación Nacional Velasquista que se encontrava en pleno declive después de la muerte de su caudillo.  Ricardo Bowen integró una mayoría legislativa de oposición al gobierno del expresidente Jaime Roldós Aguilera, quién los llamó los "Patriarcas de la Componenda", puesto que dicha mayoría era liderada por veteranos de la política como Carlos Julio Arosemena Monroy, Andrés F. Córdova, Asaad Bucaram, Raúl Clemente Huerta, León Febres Cordero, entre otros.  Ricardo Bowen representaba a lo que quedaba del Velasquismo en el Ecuador.
Después de un breve retiro de la vida política, en el que se dedicara a la empresa naviera; Ricardo Bowen fue nuevamente diputado provincial esta vez por el Partido Liberal Radical Ecuatoriano en 1990, siendo esta su última participación activa en la política.
Después de dejar su curul en el Congreso, intentó varias ocasiones ser Alcalde de Manta por el Partido Roldosista Ecuatoriano, sin éxito.

## Empresario
Además de heredar un imperio cafetalero de su padre, Ricardo Bowen fue uno de los impulsores del mejoramiento del puerto de Manta y de la naciente Autoridad Portuaria de Manta, cofundada por su padre.  Además de su carrera en la radiodifusión que tuvo que acoplar a la política, Bowen es reconocido por el negocio de construcción de buques para actividades omerciales.
Fue uno de los fundadores del Manta Yacht Club, ONG que contribuyó al mejoramiento de sistemas de agua potable en todo Manabí, y de la provisión de algunos servicios públicos en Manta, tales como la Plaza Cívica, Terminal Terrestre y varios colegios.

## Muerte
Falleció el 18 de mayo de 2017 en su ciudad natal, producto de una larga enfermedad.  Sus restos reposan en Cementerio General de Manta, en el mausoleo de su familia.